# Lednik Buhtovyj
Lednik Buhtovyj (englische Transkription von russisch Ледник Бухтовый Lednik Buchtowy, deutsch ‚Buchtgletscher‘) ist ein Gletscher an der Lars-Christensen-Küste des ostantarktischen Mac-Robertson-Lands. Er liegt nordöstlich des Kap Darnley an der MacKenzie Bay.
Russische Wissenschaftler benannten ihn deskriptiv nach seiner geografischen Lage.